# Geoffrey Rhodes Bromet
Geoffrey Rhodes Bromet, né le 28 août 1891 et mort le 16 novembre 1983, est un officier supérieur de la Royal Air Force (RAF) pendant la Seconde Guerre mondiale et lieutenant-gouverneur de l'île de Man de 1945 à 1952. Bromet Road, dans la ville de Castletown, sur l'île de Man, porte son nom.

## Carrière dans la RAF
Bromet étudie au Royal Naval College de Dartmouth et sert ensuite comme Flight commander pendant la Première Guerre mondiale. Il est félicité pour son service à Gallipoli en 1915 et commande ensuite le No. 1 Squadron RNAS (en), puis le No. 8 Squadron RNAS. En 1919, il est nommé major de la Royal Air Force. Après avoir commandé le Marine Aircraft Experimental Establishment (en), il est nommé Senior Engineering Staff Officer au quartier général du Coastal Area en 1931, Senior Air Staff Officer au quartier général du RAF Middle East en 1933 et Senior Air Staff Officer au quartier général du RAF Coastal Command en 1936.
Il sert pendant la Seconde Guerre mondiale en tant qu'air officer commanding du No. 19 Group (en), puis en tant qu'air officer commanding du No. 247 Group (en), avant de prendre sa retraite à sa demande en 1945.
En 1945, il est nommé lieutenant-gouverneur de l'île de Man, poste qu'il occupe jusqu'en 1952.
Il a épousé en secondes noces l'air commandant Jean Conan Doyle (en), fille de Sir Arthur Conan Doyle.